# Florica Lavric
Florica Lavric (Copălău, 7 de enero de 1962 - Bucarest, 20 de junio de 2014) fue una remera rumana y medallista de oro olímpica.

## Biografía
Debutó con medalla en el Campeonato Mundial de Remo de 1983 cuando consiguió la medalla de plata en la modalidad de 4 con timonel con un tiempo de 3:14:11 el 4 de septiembre de 1983. Un año después participó en los Juegos Olímpicos de Los Ángeles 1984. Participó en la misma modalidad que el año anterior en el Campeonato del mundo, ganando la medalla de oro, tras conseguir un tiempo de 3:19:30. Posteriormente consiguió en el Campeonato Mundial de Remo de 1985 otra medalla de  plata. En el campeonato mundial del año siguiente participó en el 8 con timonel, ganando la medalla de bronce, última medalla de su carrera deportiva.
Falleció el 20 de junio de 2014 en Bucarest a los 52 años de edad tras sufrir un cáncer pulmonar.

## Palmarés internacional
| Año  | Evento             | Lugar                            | Puesto | Categoría     | Tiempo  |
| ---- | ------------------ | -------------------------------- | ------ | ------------- | ------- |
| 1983 | Campeonato Mundial | Duisburgo ( Alemania Occidental) |        | 4 con timonel | 3.14,11 |
| 1984 | Juegos Olímpicos   | Los Ángeles ( Estados Unidos)    |        | 4 con timonel | 3.19,30 |
| 1985 | Campeonato Mundial | Malinas ( Bélgica)               |        | 4 con timonel | 6.53,33 |
| 1986 | Campeonato Mundial | Nottingham ( Reino Unido)        |        | 8 con timonel | 6.11,26 |